# لازارو ريفيرو
لازارو ريفيرو هو مجدف كوبي، ولد في 17 ديسمبر 1946.

## وصلات خارجية
- لازارو ريفيرو على موقع الاتحاد الدولي للتجديف (الإنجليزية)
- لازارو ريفيرو على موقع اللجنة الأولمبية الدولية (الإنجليزية)
- لازارو ريفيرو على موقع أوليمبيديا (الإنجليزية)